# Presenting Dionne Warwick
Presenting Dionne Warwick je debutové album americké zpěvačky Dionne Warwick, vydané roku 1963 ve vydavatelství Scepter Records. Producenty byl Burt Bacharach a Hal David.

## Historie
Album je zčásti pozoruhodné pro začlenění Dionnina debutového singlu "Don't Make Me Over" a písně "Wishin' and Hopin'" která se stala roku 1964 hitem Dusty Springfield.

## Seznam skladeb
Strana A:
1. This Empty Place (Burt Bacharach/Hal David) 2:55
2. Wishin' and Hopin' (Burt Bacharach/Hal David) 2:55
3. I Cry Alone (Burt Bacharach/Hal David) 2:37
4. Zip-a-Dee-Doo-Dah (Allie Wrubel/Ray Gilbert) 2:40
5. Make the Music Play (Burt Bacharach/Hal David) 2:25
6. If You See Bill (Luther Dixon/Luther Dixon) 2:58

Strana B:
1. Don't Make Me Over (Burt Bacharach/Hal David) 2:46
2. It's Love That Really Counts (Burt Bacharach/Hal David) 2:16
3. Unlucky (Bobby Banks/Lillian Shockley) 2:25
4. I Smiled Yesterday (Burt Bacharach/Hal David) 2:44
5. Make It Easy on Yourself (Burt Bacharach/Hal David) 2:40
6. The Love of a Boy (Burt Bacharach/Hal David) 1:59